# Josef Fiebiger
Josef Fiebiger (* 2. Februar 1870 in Odrau; † 9. April 1956 in Wien) war ein österreichischer Tierarzt, Parasitologe und Ichthyologe.

## Leben
Fiebiger wurde als Sohn der Eheleute Josef Fiebiger und Klementine Hanke geboren. Sein Vater war Lehrer in Odrau und später in Wien. 
Josef Fiebiger besuchte das Franz-Josef-Gymnasium in Wien bis zur Matura 1888. Anschließend studierte er an der Medizinischen Fakultät in Wien, war während seiner Studienzeit Demonstrator der Anatomie und promovierte 1894 zum Doktor der gesamten Heilkunde (Dr. med. univ.). Nach 3-jähriger Assistentenzeit studierte er an der Tierärztlichen Hochschule in Wien mit dem Abschluss im Jahr 1900 als akademischer Tierarzt. Zu dieser Zeit war er in verschiedenen Instituten der Hochschule tätig und habilitierte sich 1903 für Biologie und Pathologie der Fische. 1906 erhielt er als außerordentlicher Professor auch einen Lehrauftrag für Allgemeine Zoologie und Parasitenkunde. 1914 wurde er Privatdozent für Parasitologie an der Medizinischen Fakultät der Wiener Universität und wirklicher außerordentlicher Professor für Biologie und Pathologie der Fische an der Tierärztlichen Hochschule und im Jahre 1916 mit der Leitung der Lehrkanzel für Histologie und Embryologie betraut.
Am 17. Mai 1940 beantragte er die Aufnahme in die NSDAP und wurde zum 1. Juli desselben Jahres aufgenommen (Mitgliedsnummer 8.118.388).

## Forschung
Der größere Teil seiner mehr als 50 wissenschaftlichen Publikationen widmete er der Biologie und vor allem der Pathologie der Fische, und reiches Material lag zur Abfassung eines Lehrbuches der Fischkrankheiten bereit. Fiebiger ließ die Fischpathologie auch in Dissertationen seiner Schüler bearbeiten.
Internationale Bedeutung erlangte er insbesondere durch zwei Lehrbücher. Mit Alfred Trautmann schrieb er die „Histologie und vergleichende mikroskopische Anatomie der Haustiere“, das heißt die 6. bis 9. Auflage des Ellenbergerschen „Grundriß der vergleichenden Histologie der Haussäugetiere“ (1941–49, polnische und englische Übersetzung). Sein zweites Werk, „Die tierischen Parasiten der Haus- und Nutztiere, sowie des Menschen“ (1923, 4. Aufl. 1947, spanische Übersetzung 1942), ist ein Lehr- und Handbuch für Tierärzte und Ärzte.

## Auszeichnungen
- Ehrenmitglied der Helminthological Society of Washington (1928)
- Ehrendoktorwürde Dr. med. vet. h. c. (FU Berlin)
- Komturkreuz des österreichischen Verdienstordens (1937)[3]

## Werke
- Josef Fiebiger: Die tierischen Parasiten der Haus- und Nutztiere: Ein Lehr- und Handbuch mit Bestimmungstabellen für Tierärzte und Studierende. Verlag Braumüller, 1912. 424 Seiten
- Alfred Trautmann, Josef Fiebiger: Lehrbuch der Histologie und vergleichenden mikroskopischen Anatomie der Haussäugetiere. Verlag Paul Parey, 1931, 394 Seiten
- Josef Fiebiger: Über Coccidien in der Schwimmblase von Gadus-Arten. In: Annalen des Naturhistorischen Museums in Wien. Band 22, 1907, S. 124–128 (zobodat.at [PDF]).
- Weitere Werke u. a. Fische, Fischkrankheiten, Fischzucht. in: Tierheilkunde und Tierzucht, hrsg. v. V. Stang u. D. Wirth, III, 1927.